# CapROS
CapROS (em inglês: Capability-based Reliable Operating System) é um sistema operativo de código aberto. 
CapROS é uma evolução do sistema EROS. Enquanto EROS era meramente um sistema de investigação, CapROS destina-se a ser um sistema estável de qualidade comercial.
CapROS está sendo desenvolvido pelo grupo Strawberry Development Group com financiamento da Agência de Pesquisas em Projetos Avançados. O principal desenvolvedor é Charles Landau. 